# Werner Otto (Fußballspieler)
Werner Otto (* 3. Januar 1929; † 19. März 2025 im Odenwald) war ein saarländischer bzw. deutscher Fußballspieler.

## Karriere

### Vereine
Otto spielte zunächst von 1948 bis 1951 für die zweite Mannschaft des 1. FC Saarbrücken, bevor er in die erste aufstieg. Von 1951 bis 1958 bestritt er 125 Punktspiele in der Fußball-Oberliga Südwest und erzielte 38 Tore. Seine Premierensaison, in der er 25 Punktspiele bestritt und fünf Tore erzielte, schloss er mit dem 1. FC Saarbrücken als Meister der Regionalliga Südwest ab. Daraufhin nahm er mit seiner Mannschaft an der Endrunde um die Deutsche Meisterschaft 1951/52 teil, bestritt alle sechs Spiele der Gruppe 1, aus der er als Sieger – noch vor dem 1. FC Nürnberg – hervorgegangen war und das Finale gegen den VfB Stuttgart erreichte. Das am 22. Juni 1952 in Ludwigshafen am Rhein ausgetragene Spiel ging jedoch mit 2:3 verloren.
Seine nächste Teilnahme an der Endrunde um die Deutsche Meisterschaft bestritt er in der Saison 1956/57, nachdem seine Mannschaft diese als Zweitplatzierter hinter dem 1. FC Kaiserslautern abgeschlossen hatte. In der Gruppe 1 mit vier Mannschaften wurden die Begegnungen nicht – wie in den Spielzeiten zuvor – in Hin- und Rückrunde ausgetragen, sondern jeder gegen jeden auf neutralen Plätzen. Er bestritt alle drei Gruppenspiele und schied mit seiner Mannschaft ohne Sieg aus dem Wettbewerb aus. In seiner letzten Saison bestritt er lediglich zehn Punktspiele und blieb das erste Mal ohne Torerfolg.
Des Weiteren bestritt er drei Pokalspiele, wobei das am 17. August 1952 in der Erstrundenbegegnung um den DFB-Pokal mit dem FC St. Pauli mit 1:2 verloren wurde. Die anderen beiden waren die im neugeschaffenen, internationalen Pokalwettbewerb für Vereinsmannschaften, dem Europapokal der Landesmeister, in der Saison 1955/56 in der 1. Runde gegen den AC Mailand ausgetragenen Begegnungen. Der 1. FC Saarbrücken nahm zu dieser Zeit als Vertreter des eigenständigen Saarländischen Fußballverbandes an diesem Wettbewerb teil. Nachdem er mit seiner Mannschaft am 1. November 1955 mit dem 4:3-Sieg aus dem Stadio San Siro nach Saarbrücken zurückgekehrt war, verlor er in dieser Stadt das am 23. November ausgetragene Rückspiel im Stadion Kieselhumes mit 1:4.

### Nationalmannschaft
Für die Saarländische Nationalmannschaft bestritt er zwei Länderspiele. Beide waren Qualifikationsspiele für die in der Schweiz bevorstehende Weltmeisterschaft und beide wurden in der Gruppe 1 gegen die A-Nationalmannschaft Deutschlands ausgetragen. Bei seinem Debüt am 11. Oktober 1953 in Stuttgart verlor er mit 0:3 und am 28. März 1954 in Saarbrücken mit 1:3.

## Erfolge
- Zweiter der Deutschen Meisterschaft 1952
- Meister der Oberliga Südwest 1952